# びるご (初代)
びるごは、新東日本フェリーが運航していたフェリー。本項目では、1974年就航の初代について扱う。

## 概要
東日本フェリーの長距離航路部門として設立された新東日本フェリーの二番船として、内海造船瀬戸田工場で建造され、1974年4月21日に就航した。
1977年から東日本フェリーの保有となり、1984年には新東日本フェリーが東日本フェリーに吸収合併された。
びくとりの就航により、1989年に引退した。
その後、海外売船され、ギリシャのG.A. FerriesでRODANTHIとなり、1990年に就航した。
2009年9月からピレウスで係船されていたが、2012年2月にスクラップとして売却され、トルコのアリアガで解体された。

### 航路
新東日本フェリー
- 仙台港 - 苫小牧港

本船の就航により、第一船として就航していたべが (初代)と合わせて毎日運航となった。当時の所要時間は16時間30分だった。
東日本フェリーの「レインボーライン」に対して、新東日本フェリーの航路には「スターライン」の愛称がつけられていた。

## 設計
船体塗装は、東日本フェリー共通の黄・橙・赤のラインで、船体側面にV字型に入れられていた。
後に船体後部に車両甲板を増設する改造工事を受けている。
海外売船後はクルーズフェリーへの改装を受け、レストラン、ディスコ、プールなどが新設された。

## 船内

### 船室
- 特別室 - 2名×2室
- 1等洋室 - 4名×5室、5名×20室
- 1等和室 - 4名×6室
- 2等 - 512名
- ドライバー室 - 52名

### 設備
- レストラン
- ゲームコーナー